# Leśnica (dorzecze Niemna)
Leśnica (biał. Лесніца) – struga na Białorusi, przepływa przez rejon grodzieński, prawy dopływ Hożanki.
Źródła Leśnicy znajdują się 2,5 km na północny wschód od wsi Wierzchopole, przez 4 km górnego biegu struga jest uregulowana. Uchodzi do Hożanki w granicach wsi Hoża.